# Beulah Gundling
Beulah Gundling, auch Beulah Detwiler Gundling, (* 13. Februar 1916 in Cedar Rapids, Iowa, USA; † 1. Oktober 2003 in Fort Lauderdale, Florida, USA) war eine amerikanische Synchronschwimmerin, Aquatic Artist und Choreografin. Sie war maßgeblich an der Entwicklung des Synchronschwimmens zu einer international anerkannten Sportart und Tanzform beteiligt.

## Jugend und sportliche Karriere
In ihrer Kindheit interessierte sich Beulah Gundling vor allem für Musik und Ballett. Im Alter von 14 Jahren begann sie auf Anregung ihrer Eltern, Schwimmunterricht zu nehmen. Allerdings machte sie zunächst negative Erfahrungen mit diesem Sport, weil sie sich nicht über Wasser halten konnte. Nach dem Studium von Büchern über Schwimmtechniken erlernte sie das Schwimmen schließlich autodidaktisch und verbesserte ihr Niveau zunehmend. In ihrer Jugend nahm sie an Wettkämpfen teil und gewann eine Goldmedaille im Rückenkraulen bei einem von der AAU in Iowa abgehaltenen Bewerb.
1938 beendete sie ihre Ausbildung am Coe College und arbeitet danach als Sekretärin an der Handelskammer von Cedar Rapids. Zu jener Zeit empfand sie das bloße Schwimmen zunehmend langweilig und entwickelte ihre Idee, das Schwimmen mit Musik und Tanz zu kombinieren. Nachdem sie ein Buch über Rhythmisches Schwimmen gelesen hatte, kreierte sie ein Programm mit Bewegungen verschiedener Schwimmstile zu Musik. Auf Vorschlag ihres Ehemannes, Trainers und Managers Henry Gundling nahm Beulah 1948 mit Noreen Fenner am Duett-Bewerb im Synchronschwimmen bei den Outdoor Nationals in Des Moines teil und erreichte den zehnten Platz.
In den darauffolgenden Jahren widmete sie sich mehr ihren Auftritten als Solistin, choreografierte die Küren und entwarf die Kostüme selbst. Sie gewann mehrere bedeutende Wettkämpfe in Nordamerika, u. a. erhielt sie 1949 die Goldmedaille bei den Canadian Synchronized Swimming Championships mit ihrer Kür Der Schwan zu Musik aus dem Karneval der Tiere von Camille Saint-Saëns und  belegte von 1950 bis 1954 stets den ersten Platz bei den Feiluft-Solo-Bewerben der U.S. National AAU Synchronized Swimming Championships. Gundling stellte das Synchronschwimmen als Einzeldisziplin im Rahmen eines Schauschwimmens bei den Panamerikanischen Spielen 1951 sowie bei den Olympischen Sommerspielen 1952 vor, wo sie ihr Programm Thunderbird zu Musik aus der Oper Natoma von Victor Herbert präsentierte. Nach dem Gewinn der Einzel-Goldmedaille bei den Panamerikanischen Spielen 1955 beendete Beulah Gundling ihre sportliche Karriere.

## 1955–2000: Aquatic Artist, Choreografin und Autorin
Nach dem Ende ihrer sportlichen Karriere trat Gundling von 1955 bis 1991 bei zahlreichen Festivals der von ihrem Mann Henry mitbegründeten International Academy of Aquatic Art auf. Außerdem schrieb sie neun Bücher über das Schwimmen und hielt international Vorträge.
1965 wurde Beulah Gundling als erste Synchronschwimmerin in die International Swimming Hall of Fame aufgenommen. Im Jahr 2000 war sie das letzte Mal als Aquatic Artist in der Dokumentation The Mermaid's Club: A History of Synchronized Swimming von Paul Carvalho zu sehen.

## Choreografien (Auswahl)
Es folgt eine unvollständige Liste von Beulah Gundlings eigenen Choreografien zu von ihr selbst präsentierten Solo-Programmen:
- 1949: Der Schwan (Musik: No. 13 aus Karneval der Tiere von Camille Saint-Saëns)
- 1952: Thunderbird (Musik: Dagger Dance aus der Oper Natoma von Victor Herbert)
- 1975: Orientale (Musik: Im Dorf aus Kaukasische Skizzen von Michail Michailowitsch Ippolitow-Iwanow)
- 1977: Concerto (Musik aus dem 2. Klavierkonzert von Sergei Rachmaninow)
- 1977: Vivo (Musik: Sevilla aus Suite española von Isaac Albéniz)
- 1979: Aqua Mazurka (Musik: Mazurka aus dem Ballett Coppélia von Léo Delibes)
- 1980: Fancy Free (Musik aus dem Ballett von Leonard Bernstein)
- 1981: Claire de Lune (3. Satz aus der Suite bergamasque von Claude Debussy)

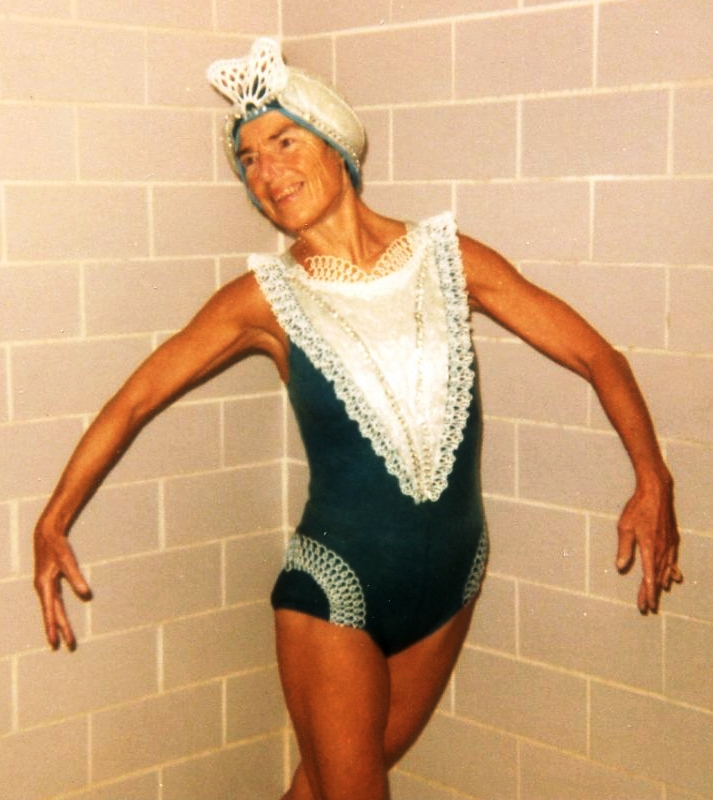
Beulah Gundling: Claire de Lune  (1981)
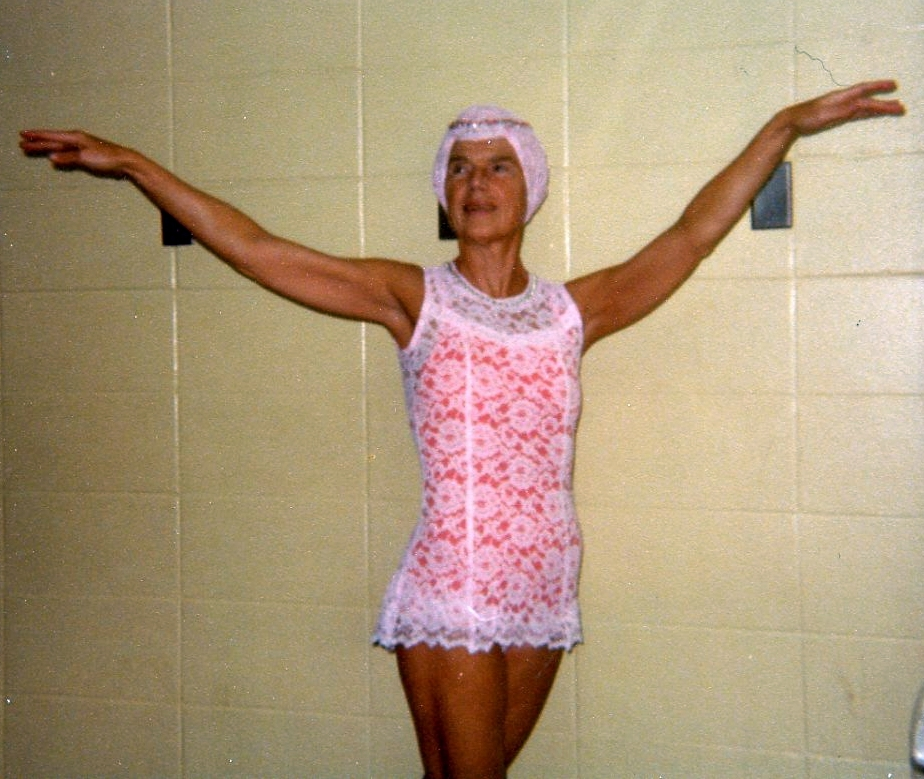
Beulah Gundling: Concerto  (1977)
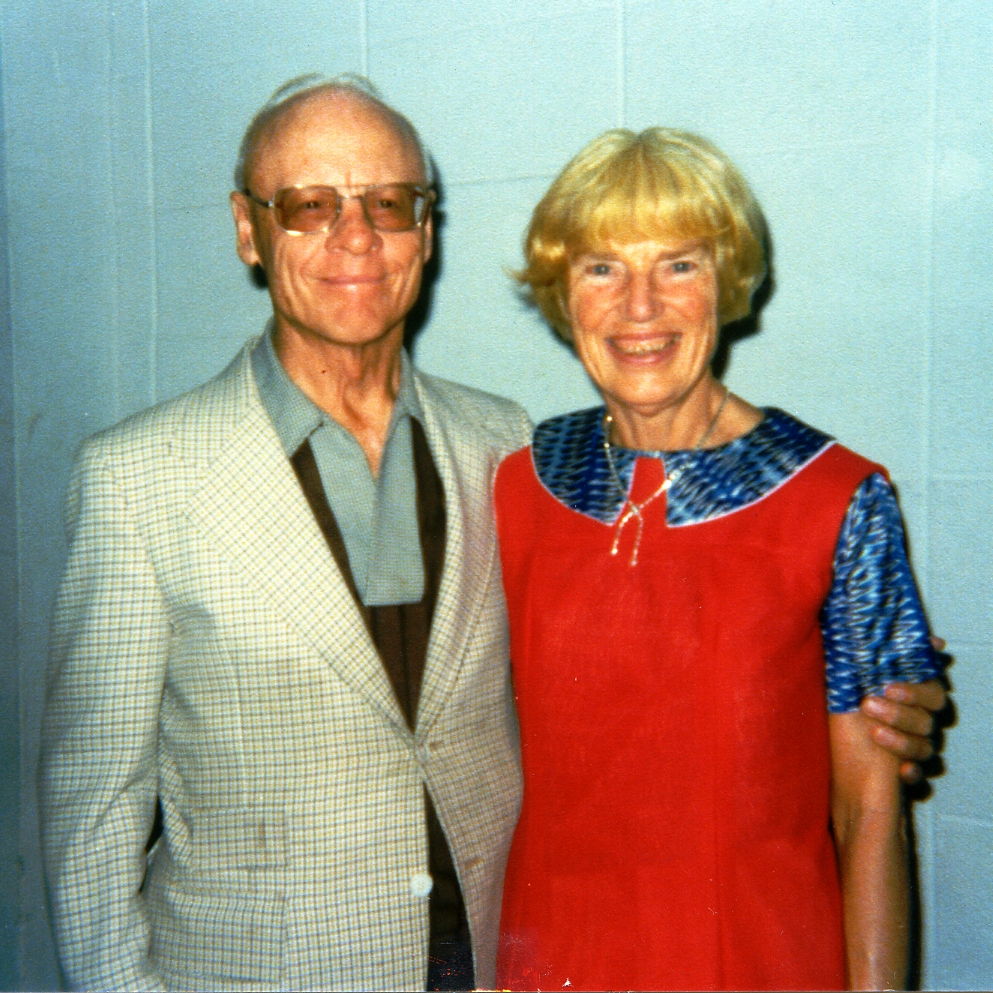
Beulah Gundling und ihr Mann Henry Gundling im Jahr 1980

## Bibliografie (vollständig)
- mit Peg Seller: Aquatic Art - A textbook for swimmers and instructors in Aquatic Art, herausgegeben von Pioneer Litho, Cedar Rapids, 1957.[8]
- Exploring Aquatic Art, selbstveröffentlicht, 1963.[9]
- The Aquatic Art book of figures, selbst herausgegeben, 1963.[10]
- The Aquatic Art book of water shows, selbst herausgegeben, 1964.[11]
- Fun with Aquatic figure variations, selbst herausgegeben, 1971,[12]
- Aquatic Enchaînements and Petite Compositions, selbst herausgegeben, 1972.[13]
- Dancing in the Water (Autobiography), selbst herausgegeben, 1976.[14]
- mit Jill White: Creative Synchronized Swimming, Leisure Press, Champaign (Illinois) 1988.[15]
- To Henry with Love, selbst herausgegeben, 1988.[16]